# سلوبودان ياكوفليفيتش
سلوبودان ياكوفليفيتش هو لاعب كرة قدم صربي في مركز الدفاع، ولد في 26 مايو 1989 في نوفي ساد في صربيا. لعب مع سبارتاك سوبتيتسا ونادي رادنيك بيلينا.

## وصلات خارجية
- سلوبودان ياكوفلجيفيتش على موقع الاتحاد الأوربي (الإنجليزية)
- سلوبودان ياكوفلجيفيتش على موقع قاعدة بيانات كرة القدم.إي يو (الإنجليزية)
- سلوبودان ياكوفلجيفيتش على موقع Soccerway.com (الإنجليزية)